# Konstantin Eggert
Konstantin Vladimirovitj Eggert (ryska: Константин Владимирович Э́ггерт) född 9 oktober (27 september enligt g.s.) 1883 i Moskva, Kejsardömet Ryssland, död därstädes 24 oktober 1955 i Sovjetunionen, var en rysk och sovjetisk filmregissör och skådespelare.

## Filmografi (urval)

### Regi
- 1925 – Medvezja svadba [1][2]

### Filmroller
- 1924 – Aelita [3]
- 1925 – Sjachmatnaja gorjatjka
- 1925 – Medvezja svadba
- 1929 – Förrädaren